# Adraa (stolica tytularna)
Adraa (łac. Diœcesis Adraenus) – stolica historycznej diecezji w Cesarstwie rzymskim w prowincji Arabia Petraea, współcześnie w Syrii.

## Historia
Pierwsze wzmianki o diecezji pochodzą z IV wieku (w aktach synodu w Seleucji w 359 pojawia się biskup ariański Arabione). Ostatnia wzmianka o biskupie Adraa pojawia się w aktach II soboru konstantynopolitańskiego.
W XVIII wieku Adraa została wpisana na listę katolickich biskupstw tytularnych. Od 1964 nie jest obsadzona.

## Biskupi tytularni
| Lp. | Biskup                                        | Od                | Do                   |
| --- | --------------------------------------------- | ----------------- | -------------------- |
| 1   | Antonio Sellent                               | 2 marca 1712      | lipiec 1737          |
| 2   | Johann Rudolf von Sporck                      | 7 lutego 1729     | 21 stycznia 1759     |
| 3   | Ignacy Augustyn Kozierowski CRLA              | 22 listopada 1762 | 26 stycznia 1791     |
| 4   | Pierre-Joseph-Georges Pigneau de Béhaine MEP  | 24 września 1791  | 9 października 1799  |
| 5   | Michał Pałucki                                | 17 grudnia 1791   | brak danych          |
| 6   | Jean-André Doussain MEP                       | 23 lipca 1798     | 14 grudnia 1809      |
| 7   | Juan Arciniega                                | 23 września 1816  | 2 stycznia 1835      |
| 8   | Jean-Joseph Audemar                           | 1817              | 8 sierpnia 1821      |
| 9   | Johannes Haller                               | 14 sierpnia 1874  | 26 czerwca 1890      |
| 10  | Antoni Fantosati OFM                          | 5 kwietnia 1892   | 7 lipca 1900         |
| 11  | Odorico Giuseppe Rizzi OFM                    | 23 stycznia 1902  | 22 marca 1905        |
| 12  | Auguste Prézeau SMM                           | 15 kwietnia 1908  | 2 grudnia 1909       |
| 13  | Agustín González OSA                          | 18 maja 1910      | 20 czerwca 1911      |
| 14  | Francisco Xavier Ricardo Vilá y Mateu OFMCap. | 25 sierpnia 1911  | 1 stycznia 1913      |
| 15  | Ramón Zubieta y Les OP                        | 4 lipca 1913      | 19 listopada 1921    |
| 16  | Josef Stoffels                                | 11 listopada 1922 | 17 października 1923 |
| 17  | Josef Kupka                                   | 10 kwietnia 1924  | 22 października 1931 |
| 18  | Léon De Smedt CICM                            | 14 grudnia 1931   | 11 kwietnia 1946     |
| 19  | James Holmes-Siedle MAfr                      | 11 lipca 1946     | 25 marca 1953        |
| 20  | Richard Lester Guilly SJ                      | 18 lipca 1954     | 29 lutego 1956       |
| 21  | Elias Mchonde                                 | 24 marca 1956     | 21 kwietnia 1964     |